# Pavel
Pavel je zagrebački rock i pop sastav.

## Povijest
Osnovani su 2007. godine. Brzo je osvojio publiku i glazbene kritičare. Pjevaju o životnim i ljubavnim stvarima. Skladba Poslije nas osvajala je vrhove glazbenih ljestvica, i bila je nominirana za Porin u tri kategorije – za pjesmu godine, najbolju produkciju i najbolju izvedbu grupe s vokalom.

## Članovi
- Aljoša Šerić – vokal, akustična gitara, frontmen
- Antonia Matković Šerić – vokal
- Vanda Winter – vokal
- Jurica Hotko – klavir
- Toni Tkalec – gitara
- Josip Radić – bas gitara
- Stipe Mađor – truba
- Dean Melki – violina
- Filip Hrelja – bubanj

## Zanimljivosti
- Pavel je prijateljski sastav sa sastavom Vatrom i vole se družiti privatno i poslovno. Međusobno približavanje dogodilo se spontano, nakon toga i bliska suradnja i utjecaji.[2]
- Frontmen Aljoša Šerić i pjevačica Antonia su bračni par.[3]
- U listopadu 2021. Vanda Winter postaje privremeni vokal u Pavelu dok je Antonia na porodiljnom dopustu

## Diskografija

### Studijski albumi
- Pavel (2007.)
- Od prve zvijezde ravno (2012.)
- I mi smo došli na red (2014.)
- Družba krivih odluka (2017.)
- Ennui (2020.)
- FM/AM (2024.)

## Vanjske poveznice
- Službene stranice na Facebooku
- Discogs
- YouTube Dallas Records
- Mixeta.net Recenzija: Pavel – I mi smo došli na red